# Namerikawa
Namerikawa (滑川市 -shi) é uma cidade japonesa localizada na província de Toyama.
Em 2003 a cidade tinha uma população estimada em 33 772 habitantes e uma densidade populacional de 618,42 h/km². Tem uma área total de 54,61 km².
Recebeu o estatuto de cidade a 1 de Março de 1954.

## Cidades-irmãs
- Schaumburg, EUA
- Komoro, Japão
- Toyokoro, Japão
- Nasushiobara, Japão